# Birgitte Thott
Birgitte Thott (17 juin 1610 – 8 avril 1662) est une autrice, savante et féministe danoise. Elle parle parfaitement le latin, sa spécialité, et beaucoup d'autres langues. Elle est connue pour ses traductions en danois de travaux classiques, et en particulier sa traduction de plus de 1000 pages du philosophe Sénèque.

## Biographie
Birgitte naît en 1610 de Christen Thott et Sophie Below à Turebygård. Elle a un frère, Henrik Thott (1606-1676). Thott perd son père à l'âge de six ans. Sa mère, éduquée, lui apprend les fondamentaux de la linguistique et de la littérature. À cette époque, la seule possibilité pour une petite fille de recevoir une bonne éducation est la transmission familiale.
Thott épouse Otto Giøe en 1632, à l'âge de 22 ans. Dix ans plus tard, il meurt d'une maladie causée par une blessure par balle. Ils n'ont pas d'enfants, mais Birgitte Thott a adopté et éduqué deux enfants, Elisabeth et Sophie.

## Carrière
Elle est surtout connue pour sa traduction du Philologus du philosophe Sénèque du latin au danois, en 1658. Ce travail prend plus de 1000 pages et est le premier du genre, faisant découvrir de nouveaux horizons culturels et religieux au public danois. La traduction introduit également des nouveaux mots dans le vocabulaire danois.
Bien qu'elle écrive parfaitement le latin, Birgitte Thott n'a jamais écrit dans cette langue, n'effectuant que des traductions. Des sources contemporaines rapportent qu'avant la mort de son mari, elle maîtrisait le danois, l'allemand, le néerlandais, l'anglais, le français, l'italien, l'espagnol, le latin, le grec et l'hébreu. On a retrouvé des écrits d'elle en allemand, en anglais, en français et en latin. Après la mort de son mari, elle reprend ses études. En 1660, le roi lui accorde une bourse d'études de l'académie de Soro pour étudier la linguistique et acquérir des nouveaux livres.
Thott fait partie d'un réseau européen d'une centaine de femmes très éduquées, incluant Christine de Suède, Marie du Gournay, Bathsua Makin, Dorothea Moore, et Anne Marie van Schurman. Elle devient très respectée dans la communauté académique danoise et est une des premières militantes pour les droits des femmes dans l'histoire de la Scandinavie.

## Postérité
En traduisant Sénèque, Thott fait l'éloge des Romains, qui considéraient que les femmes comme les hommes devraient être honorées et louées pour leurs réussites lors de leurs funérailles. C'est dans cette optique que le professeur Jørgen Rosenkrantz écrit l'oraison funèbre de Birgitte Thott, qui reprend l'histoire de sa vie et de ses accomplissements.
Anne Marie van Shurman écrit un poème des douze qui composent l'introduction de la traduction du Philologus. Elle y qualifie Birgitte de dixième muse, un compliment très marqué pour les femmes éduquées de l'époque.
L'artiste féministe Judy Chicago crée l'installation The Dinner Party en 1979, qui inclut plus de 1 000 femmes notables. Birgitte Thott y est mentionnée sous le nom Bridget Thott.